# Tour de Croacia 2018
La 13.ª edición del Tour de Croacia se celebró en Croacia entre el 17 y el 22 de abril de 2018 con inicio en la ciudad de Osijek y final en la ciudad de Zagreb. El recorrido consistió de un total de 6 etapas sobre una distancia total de 1074,5 km.
La prueba hizo parte del UCI Europe Tour 2018 dentro de la categoría 2.HC (máxima categoría de estos circuitos) y fue ganada por el ciclista bielorruso Kanstantsín Siutsou del equipo Bahrain Merida. El podio lo completaron el ciclista needlandes Pieter Weening del equipo Roompot-Nederlandse Loterij y el ciclista kazajo Yevgeniy Gidich del equipo Astana.

## Equipos participantes
Tomaron parte en la carrera 19 equipos de los cuales 3 son de categoría UCI WorldTeam, 11 de categoría Profesional Continental y 5 de categoría Continental quienes conformaron un pelotón de 131 ciclistas de los cuales terminaron la carrera 110.
| WorldTeams (3)- Astana - Bahrain-Merida - Trek-Segafredo Equipos continentales profesionales (11)- Aqua Blue Sport - Caja Rural-Seguros RGA - CCC Sprandi Polkowice - Gazprom-RusVelo - Holowesko-Citadel - Israel Cycling Academy - Nippo-Vini Fantini-Europa Ovini - Team Novo Nordisk - Roompot-Nederlandse Loterij - WB-Aqua Protect-Veranclassic - Bardiani CSF Equipos continentales (5)- Adria Mobil - Bicicletas Strongman - Ljubljana Gusto Xaurum - Meridiana Kamen - MsTina-Focus |
| |

## Recorrido
El Tour de Croacia dispuso de seis etapas para un recorrido total de 1074,5 kilómetros.
| Etapa     | Fecha     | Recorrido              | type             | Distancia (km) | Ganador              | Líder                |
| --------- | --------- | ---------------------- | ---------------- | -------------- | -------------------- | -------------------- |
| 1.ª etapa | 17 de abr | Osijek – Koprivnica    | etapa escarpada  | 227            | Niccolò Bonifazio    | Niccolò Bonifazio    |
| 2.ª etapa | 18 de abr | Karlovac – Zadar       | etapa escarpada  | 234,5          | Eduard-Michael Grosu | Eduard-Michael Grosu |
| 3.ª etapa | 19 de abr | Trogir – Sveti Jure    | etapa de montaña | 134            | Kanstantsín Siutsou  | Kanstantsín Siutsou  |
| 4.ª etapa | 20 de abr | Starigrad – Crikvenica | etapa escarpada  | 171            | Alessandro Tonelli   | Kanstantsín Siutsou  |
| 5.ª etapa | 21 de abr | Rabac – Učka           | etapa de montaña | 156,5          | Manuele Boaro        | Kanstantsín Siutsou  |
| 6.ª etapa | 22 de abr | Samobor – Zagreb       | etapa llana      | 151,5          | Paolo Simion         | Kanstantsín Siutsou  |

## Desarrollo de la carrera

### 1.ª etapa
| Osijek - Koprivnica | etapa escarpada | (227 km) |

| \| Clasificación de la etapa \| Clasificación de la etapa \| Clasificación de la etapa \| Clasificación de la etapa \| Clasificación de la etapa \| \| Ciclista \| Ciclista \| Equipo \| Tiempo \| \| \| ------------------------- \| ------------------------- \| ------------------------------- \| ------------------------- \| ------------------------- \| \| 1.º \| Niccolò Bonifazio \| Bahrain-Merida \| 5 h 45 min 25 s \| \| \| 2.º \| Andrea Guardini \| Bardiani CSF \| + 0 s \| \| \| 3.º \| Eduard-Michael Grosu \| Nippo-Vini Fantini-Europa Ovini \| + 0 s \| \| \| 4.º \| Riccardo Minali \| Astana \| + 0 s \| \| \| 5.º \| Giacomo Nizzolo \| Trek-Segafredo \| + 0 s \| \| \| 6.º \| Marko Kump \| CCC Sprandi Polkowice \| + 0 s \| \| \| 7.º \| John Murphy \| Holowesko Citadel \| + 0 s \| \| \| 8.º \| Žiga Jerman \| Ljubljana Gusto Xaurum \| + 0 s \| \| \| 9.º \| Federico Zurlo \| MSTina-Focus \| + 0 s \| \| \| 10.º \| Jimmy Duquennoy \| WB-Aqua Protect-Veranclassic \| + 0 s \| \| |                      |                                 |                 |
| |                      |                                 |                 |
| Fuente: ProCyclingStats |                      |                                 |                 |
| Clasificación de la etapa |                      |                                 |                 |
| Ciclista | Ciclista             | Equipo                          | Tiempo          |
| 1.º | Niccolò Bonifazio    | Bahrain-Merida                  | 5 h 45 min 25 s |
| 2.º | Andrea Guardini      | Bardiani CSF                    | + 0 s           |
| 3.º | Eduard-Michael Grosu | Nippo-Vini Fantini-Europa Ovini | + 0 s           |
| 4.º | Riccardo Minali      | Astana                          | + 0 s           |
| 5.º | Giacomo Nizzolo      | Trek-Segafredo                  | + 0 s           |
| 6.º | Marko Kump           | CCC Sprandi Polkowice           | + 0 s           |
| 7.º | John Murphy          | Holowesko Citadel               | + 0 s           |
| 8.º | Žiga Jerman          | Ljubljana Gusto Xaurum          | + 0 s           |
| 9.º | Federico Zurlo       | MSTina-Focus                    | + 0 s           |
| 10.º | Jimmy Duquennoy      | WB-Aqua Protect-Veranclassic    | + 0 s           |

| \| Clasificación general \| Clasificación general \| Clasificación general \| Clasificación general \| Clasificación general \| \| Ciclista \| Ciclista \| Equipo \| Tiempo \| \| \| --------------------- \| --------------------- \| ------------------------------- \| --------------------- \| --------------------- \| \| 1.º \| Niccolò Bonifazio \| Bahrain-Merida \| 5 h 45 min 15 s \| \| \| 2.º \| Jon Božič \| Adria Mobil \| + 1 s \| \| \| 3.º \| Andrea Guardini \| Bardiani CSF \| + 4 s \| \| \| 4.º \| Eduard-Michael Grosu \| Nippo-Vini Fantini-Europa Ovini \| + 6 s \| \| \| 5.º \| Riccardo Minali \| Astana \| + 10 s \| \| \| 6.º \| Giacomo Nizzolo \| Trek-Segafredo \| + 10 s \| \| \| 7.º \| Marko Kump \| CCC Sprandi Polkowice \| + 10 s \| \| \| 8.º \| John Murphy \| Holowesko Citadel \| + 10 s \| \| \| 9.º \| Žiga Jerman \| Ljubljana Gusto Xaurum \| + 10 s \| \| \| 10.º \| Federico Zurlo \| MSTina-Focus \| + 10 s \| \| |                      |                                 |                 |
| |                      |                                 |                 |
| Fuente: ProCyclingStats |                      |                                 |                 |
| Clasificación general |                      |                                 |                 |
| Ciclista | Ciclista             | Equipo                          | Tiempo          |
| 1.º | Niccolò Bonifazio    | Bahrain-Merida                  | 5 h 45 min 15 s |
| 2.º | Jon Božič            | Adria Mobil                     | + 1 s           |
| 3.º | Andrea Guardini      | Bardiani CSF                    | + 4 s           |
| 4.º | Eduard-Michael Grosu | Nippo-Vini Fantini-Europa Ovini | + 6 s           |
| 5.º | Riccardo Minali      | Astana                          | + 10 s          |
| 6.º | Giacomo Nizzolo      | Trek-Segafredo                  | + 10 s          |
| 7.º | Marko Kump           | CCC Sprandi Polkowice           | + 10 s          |
| 8.º | John Murphy          | Holowesko Citadel               | + 10 s          |
| 9.º | Žiga Jerman          | Ljubljana Gusto Xaurum          | + 10 s          |
| 10.º | Federico Zurlo       | MSTina-Focus                    | + 10 s          |

### 2.ª etapa
| Karlovac - Zadar | etapa escarpada | (234,5 km) |

| \| Clasificación de la etapa \| Clasificación de la etapa \| Clasificación de la etapa \| Clasificación de la etapa \| Clasificación de la etapa \| \| Ciclista \| Ciclista \| Equipo \| Tiempo \| \| \| ------------------------- \| ------------------------- \| ------------------------------- \| ------------------------- \| ------------------------- \| \| 1.º \| Eduard-Michael Grosu \| Nippo-Vini Fantini-Europa Ovini \| 5 h 38 min 11 s \| \| \| 2.º \| Giacomo Nizzolo \| Trek-Segafredo \| + 0 s \| \| \| 3.º \| Riccardo Minali \| Astana \| + 0 s \| \| \| 4.º \| Yevgeniy Gidich \| Astana \| + 4 s \| \| \| 5.º \| Juanjo Lobato \| Nippo-Vini Fantini-Europa Ovini \| + 4 s \| \| \| 6.º \| Josip Rumac \| Meridiana Kamen \| + 4 s \| \| \| 7.º \| Žiga Jerman \| Ljubljana Gusto Xaurum \| + 4 s \| \| \| 8.º \| Matej Mohorič \| Bahrain-Merida \| + 4 s \| \| \| 9.º \| Andrea Guardini \| Bardiani CSF \| + 4 s \| \| \| 10.º \| Marko Kump \| CCC Sprandi Polkowice \| + 8 s \| \| |                      |                                 |                 |
| |                      |                                 |                 |
| Fuente: ProCyclingStats |                      |                                 |                 |
| Clasificación de la etapa |                      |                                 |                 |
| Ciclista | Ciclista             | Equipo                          | Tiempo          |
| 1.º | Eduard-Michael Grosu | Nippo-Vini Fantini-Europa Ovini | 5 h 38 min 11 s |
| 2.º | Giacomo Nizzolo      | Trek-Segafredo                  | + 0 s           |
| 3.º | Riccardo Minali      | Astana                          | + 0 s           |
| 4.º | Yevgeniy Gidich      | Astana                          | + 4 s           |
| 5.º | Juanjo Lobato        | Nippo-Vini Fantini-Europa Ovini | + 4 s           |
| 6.º | Josip Rumac          | Meridiana Kamen                 | + 4 s           |
| 7.º | Žiga Jerman          | Ljubljana Gusto Xaurum          | + 4 s           |
| 8.º | Matej Mohorič        | Bahrain-Merida                  | + 4 s           |
| 9.º | Andrea Guardini      | Bardiani CSF                    | + 4 s           |
| 10.º | Marko Kump           | CCC Sprandi Polkowice           | + 8 s           |

| \| Clasificación general \| Clasificación general \| Clasificación general \| Clasificación general \| Clasificación general \| \| Ciclista \| Ciclista \| Equipo \| Tiempo \| \| \| --------------------- \| --------------------- \| ------------------------------- \| --------------------- \| --------------------- \| \| 1.º \| Eduard-Michael Grosu \| Nippo-Vini Fantini-Europa Ovini \| 11 h 23 min 22 s \| \| \| 2.º \| Giacomo Nizzolo \| Trek-Segafredo \| + 8 s \| \| \| 3.º \| Riccardo Minali \| Astana \| + 10 s \| \| \| 4.º \| Andrea Guardini \| Bardiani CSF \| + 12 s \| \| \| 5.º \| Jon Božič \| Adria Mobil \| + 12 s \| \| \| 6.º \| Riccardo Stacchiotti \| MSTina-Focus \| + 17 s \| \| \| 7.º \| Žiga Jerman \| Ljubljana Gusto Xaurum \| + 18 s \| \| \| 8.º \| Matej Mohorič \| Bahrain-Merida \| + 18 s \| \| \| 9.º \| Josip Rumac \| Meridiana Kamen \| + 18 s \| \| \| 10.º \| Yevgeniy Gidich \| Astana \| + 18 s \| \| |                      |                                 |                  |
| |                      |                                 |                  |
| Fuente: ProCyclingStats |                      |                                 |                  |
| Clasificación general |                      |                                 |                  |
| Ciclista | Ciclista             | Equipo                          | Tiempo           |
| 1.º | Eduard-Michael Grosu | Nippo-Vini Fantini-Europa Ovini | 11 h 23 min 22 s |
| 2.º | Giacomo Nizzolo      | Trek-Segafredo                  | + 8 s            |
| 3.º | Riccardo Minali      | Astana                          | + 10 s           |
| 4.º | Andrea Guardini      | Bardiani CSF                    | + 12 s           |
| 5.º | Jon Božič            | Adria Mobil                     | + 12 s           |
| 6.º | Riccardo Stacchiotti | MSTina-Focus                    | + 17 s           |
| 7.º | Žiga Jerman          | Ljubljana Gusto Xaurum          | + 18 s           |
| 8.º | Matej Mohorič        | Bahrain-Merida                  | + 18 s           |
| 9.º | Josip Rumac          | Meridiana Kamen                 | + 18 s           |
| 10.º | Yevgeniy Gidich      | Astana                          | + 18 s           |

### 3.ª etapa
| Trogir - Sveti Jure | etapa de montaña | (134 km) |

| \| Clasificación de la etapa \| Clasificación de la etapa \| Clasificación de la etapa \| Clasificación de la etapa \| Clasificación de la etapa \| \| Ciclista \| Ciclista \| Equipo \| Tiempo \| \| \| ------------------------- \| ------------------------- \| -------------------------------- \| ------------------------- \| ------------------------- \| \| 1.º \| Kanstantsín Siutsou \| Bahrain-Merida \| 3 h 51 min 32 s \| \| \| 2.º \| Pieter Weening \| Roompot-Nederlandse Loterij \| + 4 s \| \| \| 3.º \| Yevgeniy Gidich \| Astana \| + 49 s \| \| \| 4.º \| Radoslav Rogina \| Adria Mobil \| + 56 s \| \| \| 5.º \| Niklas Eg \| Trek-Segafredo \| + 1 min 38 s \| \| \| 6.º \| Daniel Pearson \| Aqua Blue Sport \| + 2 min 01 s \| \| \| 7.º \| Gianluca Brambilla \| Trek-Segafredo \| + 2 min 27 s \| \| \| 8.º \| Rubén Acosta \| Bicicletas Strongman Coldeportes \| + 2 min 42 s \| \| \| 9.º \| Artem Nych \| Gazprom-RusVelo \| + 2 min 51 s \| \| \| 10.º \| Jonathan Lastra \| Caja Rural-Seguros RGA \| + 3 min 42 s \| \| |                     |                                  |                 |
| |                     |                                  |                 |
| Fuente: ProCyclingStats |                     |                                  |                 |
| Clasificación de la etapa |                     |                                  |                 |
| Ciclista | Ciclista            | Equipo                           | Tiempo          |
| 1.º | Kanstantsín Siutsou | Bahrain-Merida                   | 3 h 51 min 32 s |
| 2.º | Pieter Weening      | Roompot-Nederlandse Loterij      | + 4 s           |
| 3.º | Yevgeniy Gidich     | Astana                           | + 49 s          |
| 4.º | Radoslav Rogina     | Adria Mobil                      | + 56 s          |
| 5.º | Niklas Eg           | Trek-Segafredo                   | + 1 min 38 s    |
| 6.º | Daniel Pearson      | Aqua Blue Sport                  | + 2 min 01 s    |
| 7.º | Gianluca Brambilla  | Trek-Segafredo                   | + 2 min 27 s    |
| 8.º | Rubén Acosta        | Bicicletas Strongman Coldeportes | + 2 min 42 s    |
| 9.º | Artem Nych          | Gazprom-RusVelo                  | + 2 min 51 s    |
| 10.º | Jonathan Lastra     | Caja Rural-Seguros RGA           | + 3 min 42 s    |

| \| Clasificación general \| Clasificación general \| Clasificación general \| Clasificación general \| Clasificación general \| \| Ciclista \| Ciclista \| Equipo \| Tiempo \| \| \| --------------------- \| --------------------- \| -------------------------------- \| --------------------- \| --------------------- \| \| 1.º \| Kanstantsín Siutsou \| Bahrain-Merida \| 15 h 15 min 10 s \| \| \| 2.º \| Pieter Weening \| Roompot-Nederlandse Loterij \| + 8 s \| \| \| 3.º \| Yevgeniy Gidich \| Astana \| + 47 s \| \| \| 4.º \| Radoslav Rogina \| Adria Mobil \| + 1 min 06 s \| \| \| 5.º \| Niklas Eg \| Trek-Segafredo \| + 1 min 48 s \| \| \| 6.º \| Daniel Pearson \| Aqua Blue Sport \| + 2 min 11 s \| \| \| 7.º \| Gianluca Brambilla \| Trek-Segafredo \| + 2 min 33 s \| \| \| 8.º \| Rubén Acosta \| Bicicletas Strongman Coldeportes \| + 2 min 52 s \| \| \| 9.º \| Artem Nych \| Gazprom-RusVelo \| + 3 min 01 s \| \| \| 10.º \| Jonathan Lastra \| Caja Rural-Seguros RGA \| + 3 min 48 s \| \| |                     |                                  |                  |
| |                     |                                  |                  |
| Fuente: ProCyclingStats |                     |                                  |                  |
| Clasificación general |                     |                                  |                  |
| Ciclista | Ciclista            | Equipo                           | Tiempo           |
| 1.º | Kanstantsín Siutsou | Bahrain-Merida                   | 15 h 15 min 10 s |
| 2.º | Pieter Weening      | Roompot-Nederlandse Loterij      | + 8 s            |
| 3.º | Yevgeniy Gidich     | Astana                           | + 47 s           |
| 4.º | Radoslav Rogina     | Adria Mobil                      | + 1 min 06 s     |
| 5.º | Niklas Eg           | Trek-Segafredo                   | + 1 min 48 s     |
| 6.º | Daniel Pearson      | Aqua Blue Sport                  | + 2 min 11 s     |
| 7.º | Gianluca Brambilla  | Trek-Segafredo                   | + 2 min 33 s     |
| 8.º | Rubén Acosta        | Bicicletas Strongman Coldeportes | + 2 min 52 s     |
| 9.º | Artem Nych          | Gazprom-RusVelo                  | + 3 min 01 s     |
| 10.º | Jonathan Lastra     | Caja Rural-Seguros RGA           | + 3 min 48 s     |

### 4.ª etapa
| Starigrad - Crikvenica | etapa escarpada | (171 km) |

| \| Clasificación de la etapa \| Clasificación de la etapa \| Clasificación de la etapa \| Clasificación de la etapa \| Clasificación de la etapa \| \| Ciclista \| Ciclista \| Equipo \| Tiempo \| \| \| ------------------------- \| ------------------------- \| ------------------------- \| ------------------------- \| ------------------------- \| \| 1.º \| Alessandro Tonelli \| Bardiani CSF \| 3 h 56 min 57 s \| \| \| 2.º \| Enrico Barbin \| Bardiani CSF \| + 12 s \| \| \| 3.º \| Jan Tratnik \| CCC Sprandi Polkowice \| + 12 s \| \| \| 4.º \| Fabian Lienhard \| Holowesko Citadel \| + 12 s \| \| \| 5.º \| Niccolò Bonifazio \| Bahrain-Merida \| + 12 s \| \| \| 6.º \| Žiga Ručigaj \| Radenska Ljubljana \| + 12 s \| \| \| 7.º \| Federico Zurlo \| MSTina-Focus \| + 12 s \| \| \| 8.º \| Adrian Kurek \| CCC Sprandi Polkowice \| + 12 s \| \| \| 9.º \| Jonathan Lastra \| Caja Rural-Seguros RGA \| + 12 s \| \| \| 10.º \| Kristian Sbaragli \| Israel Cycling Academy \| + 12 s \| \| |                    |                        |                 |
| |                    |                        |                 |
| Fuente: ProCyclingStats |                    |                        |                 |
| Clasificación de la etapa |                    |                        |                 |
| Ciclista | Ciclista           | Equipo                 | Tiempo          |
| 1.º | Alessandro Tonelli | Bardiani CSF           | 3 h 56 min 57 s |
| 2.º | Enrico Barbin      | Bardiani CSF           | + 12 s          |
| 3.º | Jan Tratnik        | CCC Sprandi Polkowice  | + 12 s          |
| 4.º | Fabian Lienhard    | Holowesko Citadel      | + 12 s          |
| 5.º | Niccolò Bonifazio  | Bahrain-Merida         | + 12 s          |
| 6.º | Žiga Ručigaj       | Radenska Ljubljana     | + 12 s          |
| 7.º | Federico Zurlo     | MSTina-Focus           | + 12 s          |
| 8.º | Adrian Kurek       | CCC Sprandi Polkowice  | + 12 s          |
| 9.º | Jonathan Lastra    | Caja Rural-Seguros RGA | + 12 s          |
| 10.º | Kristian Sbaragli  | Israel Cycling Academy | + 12 s          |

| \| Clasificación general \| Clasificación general \| Clasificación general \| Clasificación general \| Clasificación general \| \| Ciclista \| Ciclista \| Equipo \| Tiempo \| \| \| --------------------- \| --------------------- \| -------------------------------- \| --------------------- \| --------------------- \| \| 1.º \| Kanstantsín Siutsou \| Bahrain-Merida \| 19 h 12 min 19 s \| \| \| 2.º \| Pieter Weening \| Roompot-Nederlandse Loterij \| + 8 s \| \| \| 3.º \| Yevgeniy Gidich \| Astana \| + 47 s \| \| \| 4.º \| Radoslav Rogina \| Adria Mobil \| + 1 min 06 s \| \| \| 5.º \| Niklas Eg \| Trek-Segafredo \| + 1 min 48 s \| \| \| 6.º \| Daniel Pearson \| Aqua Blue Sport \| + 2 min 11 s \| \| \| 7.º \| Gianluca Brambilla \| Trek-Segafredo \| + 2 min 33 s \| \| \| 8.º \| Rubén Acosta \| Bicicletas Strongman Coldeportes \| + 2 min 52 s \| \| \| 9.º \| Artem Nych \| Gazprom-RusVelo \| + 3 min 01 s \| \| \| 10.º \| Jonathan Lastra \| Caja Rural-Seguros RGA \| + 3 min 48 s \| \| |                     |                                  |                  |
| |                     |                                  |                  |
| Fuente: ProCyclingStats |                     |                                  |                  |
| Clasificación general |                     |                                  |                  |
| Ciclista | Ciclista            | Equipo                           | Tiempo           |
| 1.º | Kanstantsín Siutsou | Bahrain-Merida                   | 19 h 12 min 19 s |
| 2.º | Pieter Weening      | Roompot-Nederlandse Loterij      | + 8 s            |
| 3.º | Yevgeniy Gidich     | Astana                           | + 47 s           |
| 4.º | Radoslav Rogina     | Adria Mobil                      | + 1 min 06 s     |
| 5.º | Niklas Eg           | Trek-Segafredo                   | + 1 min 48 s     |
| 6.º | Daniel Pearson      | Aqua Blue Sport                  | + 2 min 11 s     |
| 7.º | Gianluca Brambilla  | Trek-Segafredo                   | + 2 min 33 s     |
| 8.º | Rubén Acosta        | Bicicletas Strongman Coldeportes | + 2 min 52 s     |
| 9.º | Artem Nych          | Gazprom-RusVelo                  | + 3 min 01 s     |
| 10.º | Jonathan Lastra     | Caja Rural-Seguros RGA           | + 3 min 48 s     |

### 5.ª etapa
| Rabac - Učka | etapa de montaña | (156,5 km) |

| \| Clasificación de la etapa \| Clasificación de la etapa \| Clasificación de la etapa \| Clasificación de la etapa \| Clasificación de la etapa \| \| Ciclista \| Ciclista \| Equipo \| Tiempo \| \| \| ------------------------- \| ------------------------- \| -------------------------------- \| ------------------------- \| ------------------------- \| \| 1.º \| Manuele Boaro \| Bahrain-Merida \| 4 h 15 min 54 s \| \| \| 2.º \| Łukasz Owsian \| CCC Sprandi Polkowice \| + 7 s \| \| \| 3.º \| Alessandro Tonelli \| Bardiani CSF \| + 10 s \| \| \| 4.º \| Jonathan Cañaveral \| Bicicletas Strongman Coldeportes \| + 12 s \| \| \| 5.º \| Tadej Pogačar \| Ljubljana Gusto Xaurum \| + 24 s \| \| \| 6.º \| Niklas Eg \| Trek-Segafredo \| + 24 s \| \| \| 7.º \| Daniel Pearson \| Aqua Blue Sport \| + 47 s \| \| \| 8.º \| Pieter Weening \| Roompot-Nederlandse Loterij \| + 48 s \| \| \| 9.º \| Kanstantsín Siutsou \| Bahrain-Merida \| + 48 s \| \| \| 10.º \| Nick van der Lijke \| Roompot-Nederlandse Loterij \| + 52 s \| \| |                     |                                  |                 |
| |                     |                                  |                 |
| Fuente: ProCyclingStats |                     |                                  |                 |
| Clasificación de la etapa |                     |                                  |                 |
| Ciclista | Ciclista            | Equipo                           | Tiempo          |
| 1.º | Manuele Boaro       | Bahrain-Merida                   | 4 h 15 min 54 s |
| 2.º | Łukasz Owsian       | CCC Sprandi Polkowice            | + 7 s           |
| 3.º | Alessandro Tonelli  | Bardiani CSF                     | + 10 s          |
| 4.º | Jonathan Cañaveral  | Bicicletas Strongman Coldeportes | + 12 s          |
| 5.º | Tadej Pogačar       | Ljubljana Gusto Xaurum           | + 24 s          |
| 6.º | Niklas Eg           | Trek-Segafredo                   | + 24 s          |
| 7.º | Daniel Pearson      | Aqua Blue Sport                  | + 47 s          |
| 8.º | Pieter Weening      | Roompot-Nederlandse Loterij      | + 48 s          |
| 9.º | Kanstantsín Siutsou | Bahrain-Merida                   | + 48 s          |
| 10.º | Nick van der Lijke  | Roompot-Nederlandse Loterij      | + 52 s          |

| \| Clasificación general \| Clasificación general \| Clasificación general \| Clasificación general \| Clasificación general \| \| Ciclista \| Ciclista \| Equipo \| Tiempo \| \| \| --------------------- \| --------------------- \| -------------------------------- \| --------------------- \| --------------------- \| \| 1.º \| Kanstantsín Siutsou \| Bahrain-Merida \| 23 h 29 min 01 s \| \| \| 2.º \| Pieter Weening \| Roompot-Nederlandse Loterij \| + 8 s \| \| \| 3.º \| Yevgeniy Gidich \| Astana \| + 53 s \| \| \| 4.º \| Radoslav Rogina \| Adria Mobil \| + 1 min 15 s \| \| \| 5.º \| Niklas Eg \| Trek-Segafredo \| + 1 min 24 s \| \| \| 6.º \| Daniel Pearson \| Aqua Blue Sport \| + 2 min 10 s \| \| \| 7.º \| Rubén Acosta \| Bicicletas Strongman Coldeportes \| + 3 min 01 s \| \| \| 8.º \| Artem Nych \| Gazprom-RusVelo \| + 3 min 08 s \| \| \| 9.º \| Gianluca Brambilla \| Trek-Segafredo \| + 3 min 37 s \| \| \| 10.º \| Domen Novak \| Bahrain-Merida \| + 4 min 15 s \| \| |                     |                                  |                  |
| |                     |                                  |                  |
| Fuente: ProCyclingStats |                     |                                  |                  |
| Clasificación general |                     |                                  |                  |
| Ciclista | Ciclista            | Equipo                           | Tiempo           |
| 1.º | Kanstantsín Siutsou | Bahrain-Merida                   | 23 h 29 min 01 s |
| 2.º | Pieter Weening      | Roompot-Nederlandse Loterij      | + 8 s            |
| 3.º | Yevgeniy Gidich     | Astana                           | + 53 s           |
| 4.º | Radoslav Rogina     | Adria Mobil                      | + 1 min 15 s     |
| 5.º | Niklas Eg           | Trek-Segafredo                   | + 1 min 24 s     |
| 6.º | Daniel Pearson      | Aqua Blue Sport                  | + 2 min 10 s     |
| 7.º | Rubén Acosta        | Bicicletas Strongman Coldeportes | + 3 min 01 s     |
| 8.º | Artem Nych          | Gazprom-RusVelo                  | + 3 min 08 s     |
| 9.º | Gianluca Brambilla  | Trek-Segafredo                   | + 3 min 37 s     |
| 10.º | Domen Novak         | Bahrain-Merida                   | + 4 min 15 s     |

### 6.ª etapa
| Samobor - Zagreb | etapa llana | (151,5 km) |

| \| Clasificación de la etapa \| Clasificación de la etapa \| Clasificación de la etapa \| Clasificación de la etapa \| Clasificación de la etapa \| \| Ciclista \| Ciclista \| Equipo \| Tiempo \| \| \| ------------------------- \| ------------------------- \| ------------------------------- \| ------------------------- \| ------------------------- \| \| 1.º \| Paolo Simion \| Bardiani CSF \| 3 h 21 min 39 s \| \| \| 2.º \| Mirco Maestri \| Bardiani CSF \| + 11 s \| \| \| 3.º \| Eduard-Michael Grosu \| Nippo-Vini Fantini-Europa Ovini \| + 25 s \| \| \| 4.º \| Fabian Lienhard \| Holowesko Citadel \| + 25 s \| \| \| 5.º \| Sondre Enger \| Israel Cycling Academy \| + 28 s \| \| \| 6.º \| Alex Kirsch \| WB-Aqua Protect-Veranclassic \| + 28 s \| \| \| 7.º \| Matej Mohorič \| Bahrain-Merida \| + 28 s \| \| \| 8.º \| Juanjo Lobato \| Nippo-Vini Fantini-Europa Ovini \| + 28 s \| \| \| 9.º \| Vincenzo Albanese \| Bardiani CSF \| + 32 s \| \| \| 10.º \| Enrico Barbin \| Bardiani CSF \| + 32 s \| \| |                      |                                 |                 |
| |                      |                                 |                 |
| Fuente: ProCyclingStats |                      |                                 |                 |
| Clasificación de la etapa |                      |                                 |                 |
| Ciclista | Ciclista             | Equipo                          | Tiempo          |
| 1.º | Paolo Simion         | Bardiani CSF                    | 3 h 21 min 39 s |
| 2.º | Mirco Maestri        | Bardiani CSF                    | + 11 s          |
| 3.º | Eduard-Michael Grosu | Nippo-Vini Fantini-Europa Ovini | + 25 s          |
| 4.º | Fabian Lienhard      | Holowesko Citadel               | + 25 s          |
| 5.º | Sondre Enger         | Israel Cycling Academy          | + 28 s          |
| 6.º | Alex Kirsch          | WB-Aqua Protect-Veranclassic    | + 28 s          |
| 7.º | Matej Mohorič        | Bahrain-Merida                  | + 28 s          |
| 8.º | Juanjo Lobato        | Nippo-Vini Fantini-Europa Ovini | + 28 s          |
| 9.º | Vincenzo Albanese    | Bardiani CSF                    | + 32 s          |
| 10.º | Enrico Barbin        | Bardiani CSF                    | + 32 s          |

## Clasificaciones finales
Las clasificaciones finalizaron de la siguiente forma:

### Clasificación general
| \| Clasificación general \| Clasificación general \| Clasificación general \| Clasificación general \| Clasificación general \| \| Ciclista \| Ciclista \| Equipo \| Tiempo \| \| \| --------------------- \| --------------------- \| --------------------------- \| --------------------- \| --------------------- \| \| 1.º \| Kanstantsín Siutsou \| Bahrain-Merida \| 26 h 51 min 12 s \| \| \| 2.º \| Pieter Weening \| Roompot-Nederlandse Loterij \| + 11 s \| \| \| 3.º \| Yevgeniy Gidich \| Astana \| + 1 min 01 s \| \| \| 4.º \| Radoslav Rogina \| Adria Mobil \| + 1 min 18 s \| \| \| 5.º \| Niklas Eg \| Trek-Segafredo \| + 1 min 27 s \| \| \| 6.º \| Daniel Pearson \| Aqua Blue Sport \| + 2 min 19 s \| \| \| 7.º \| Artem Nych \| Gazprom-RusVelo \| + 3 min 27 s \| \| \| 8.º \| Gianluca Brambilla \| Trek-Segafredo \| + 3 min 37 s \| \| \| 9.º \| Jonathan Lastra \| Caja Rural-Seguros RGA \| + 4 min 23 s \| \| \| 10.º \| Domen Novak \| Bahrain-Merida \| + 4 min 38 s \| \| |                     |                             |                  |
| |                     |                             |                  |
| Fuente: ProCyclingStats |                     |                             |                  |
| Clasificación general |                     |                             |                  |
| Ciclista | Ciclista            | Equipo                      | Tiempo           |
| 1.º | Kanstantsín Siutsou | Bahrain-Merida              | 26 h 51 min 12 s |
| 2.º | Pieter Weening      | Roompot-Nederlandse Loterij | + 11 s           |
| 3.º | Yevgeniy Gidich     | Astana                      | + 1 min 01 s     |
| 4.º | Radoslav Rogina     | Adria Mobil                 | + 1 min 18 s     |
| 5.º | Niklas Eg           | Trek-Segafredo              | + 1 min 27 s     |
| 6.º | Daniel Pearson      | Aqua Blue Sport             | + 2 min 19 s     |
| 7.º | Artem Nych          | Gazprom-RusVelo             | + 3 min 27 s     |
| 8.º | Gianluca Brambilla  | Trek-Segafredo              | + 3 min 37 s     |
| 9.º | Jonathan Lastra     | Caja Rural-Seguros RGA      | + 4 min 23 s     |
| 10.º | Domen Novak         | Bahrain-Merida              | + 4 min 38 s     |

### Clasificación por puntos
| Clasificación por puntos | Clasificación por puntos | Clasificación por puntos        | Clasificación por puntos | Clasificación por puntos |
| Ciclista                 | Ciclista                 | Equipo                          | Puntos                   |                          |
| ------------------------ | ------------------------ | ------------------------------- | ------------------------ | ------------------------ |
| 1.º                      | Eduard-Michael Grosu     | Nippo-Vini Fantini-Europa Ovini | 67 pts                   |                          |
| 2.º                      | Alessandro Tonelli       | Bardiani CSF                    | 47 pts                   |                          |
| 3.º                      | Kanstantsín Siutsou      | Bahrain-Merida                  | 37 pts                   |                          |
| 4.º                      | Niccolò Bonifazio        | Bahrain-Merida                  | 37 pts                   |                          |
| 5.º                      | Yevgeniy Gidich          | Astana                          | 35 pts                   |                          |
| 6.º                      | Mirco Maestri            | Bardiani CSF                    | 34 pts                   |                          |
| 7.º                      | Jon Božič                | Adria Mobil                     | 33 pts                   |                          |
| 8.º                      | Riccardo Minali          | Astana                          | 33 pts                   |                          |
| 9.º                      | Pieter Weening           | Roompot-Nederlandse Loterij     | 30 pts                   |                          |
| 10.º                     | Enrico Barbin            | Bardiani CSF                    | 29 pts                   |                          |

### Clasificación de la montaña
| Clasificación de la montaña | Clasificación de la montaña | Clasificación de la montaña      | Clasificación de la montaña | Clasificación de la montaña |
| Ciclista                    | Ciclista                    | Equipo                           | Puntos                      |                             |
| --------------------------- | --------------------------- | -------------------------------- | --------------------------- | --------------------------- |
| 1.º                         | Peter Koning                | Aqua Blue Sport                  | 35 pts                      |                             |
| 2.º                         | Łukasz Owsian               | CCC Sprandi Polkowice            | 26 pts                      |                             |
| 3.º                         | Kanstantsín Siutsou         | Bahrain-Merida                   | 20 pts                      |                             |
| 4.º                         | Manuele Boaro               | Bahrain-Merida                   | 15 pts                      |                             |
| 5.º                         | Alessandro Tonelli          | Bardiani CSF                     | 15 pts                      |                             |
| 6.º                         | Pieter Weening              | Roompot-Nederlandse Loterij      | 15 pts                      |                             |
| 7.º                         | Jonathan Cañaveral          | Bicicletas Strongman Coldeportes | 12 pts                      |                             |
| 8.º                         | Jure Golčer                 | Adria Mobil                      | 12 pts                      |                             |
| 9.º                         | Yevgeniy Gidich             | Astana                           | 10 pts                      |                             |
| 10.º                        | Emil Dima                   | MSTina-Focus                     | 9 pts                       |                             |

### Clasificación de los jóvenes
| Clasificación del mejor joven | Clasificación del mejor joven | Clasificación del mejor joven    | Clasificación del mejor joven | Clasificación del mejor joven |
| Ciclista                      | Ciclista                      | Equipo                           | Tiempo                        |                               |
| ----------------------------- | ----------------------------- | -------------------------------- | ----------------------------- | ----------------------------- |
| 1.º                           | Yevgeniy Gidich               | Astana                           | 26 h 52 min 13 s              |                               |
| 2.º                           | Rubén Acosta                  | Bicicletas Strongman Coldeportes | + 3 min 40 s                  |                               |
| 3.º                           | Tadej Pogačar                 | Ljubljana Gusto Xaurum           | + 4 min 48 s                  |                               |
| 4.º                           | Jonathan Cañaveral            | Bicicletas Strongman Coldeportes | + 6 min 01 s                  |                               |
| 5.º                           | Daniel Savini                 | Bardiani CSF                     | + 29 min 17 s                 |                               |
| 6.º                           | Vincenzo Albanese             | Bardiani CSF                     | + 39 min 45 s                 |                               |
| 7.º                           | Gorazd Per                    | Adria Mobil                      | + 45 min 07 s                 |                               |
| 8.º                           | Raul-antonio Sinza            | MSTina-Focus                     | + 48 min 33 s                 |                               |
| 9.º                           | Viktor Potočki                | Ljubljana Gusto Xaurum           | + 58 min 11 s                 |                               |
| 10.º                          | Izidor Penko                  | Ljubljana Gusto Xaurum           | + 58 min 40 s                 |                               |

### Clasificación por equipos
| Clasificación por equipos | Clasificación por equipos   | Clasificación por equipos | Clasificación por equipos |
| Equipo                    | Equipo                      | Tiempo                    |                           |
| ------------------------- | --------------------------- | ------------------------- | ------------------------- |
| 1.º                       | Bahrain-Merida              | 80 h 52 min 22 s          |                           |
| 2.º                       | Bicicletas Strongman        | + 5 min 17 s              |                           |
| 3.º                       | Astana                      | + 7 min 39 s              |                           |
| 4.º                       | Adria Mobil                 | + 16 min 54 s             |                           |
| 5.º                       | Roompot-Nederlandse Loterij | + 20 min 01 s             |                           |
| 6.º                       | Bardiani CSF                | + 20 min 18 s             |                           |
| 7.º                       | Meridiana Kamen             | + 22 min 20 s             |                           |
| 8.º                       | Trek-Segafredo              | + 25 min 51 s             |                           |
| 9.º                       | Caja Rural-Seguros RGA      | + 37 min 44 s             |                           |
| 10.º                      | Ljubljana Gusto Xaurum      | + 43 min 29 s             |                           |

## Evolución de las clasificaciones
| Etapa                   | Vencedor                | Clasificación general | Clasificación por puntos | Clasificación de la montaña | Clasificación de los jóvenes | Clasificación por equipos |
| ----------------------- | ----------------------- | --------------------- | ------------------------ | --------------------------- | ---------------------------- | ------------------------- |
| 1.ª                     | Niccolò Bonifazio       | Niccolò Bonifazio     | Niccolò Bonifazio        | Emil Dima                   | Jon Božič                    | Ljubljana Gusto Xaurum    |
| 2.ª                     | Eduard-Michael Grosu    | Eduard-Michael Grosu  | Eduard-Michael Grosu     | Peter Koning                | Jon Božič                    | Astana                    |
| 3.ª                     | Kanstantsín Siutsou     | Kanstantsín Siutsou   | Eduard-Michael Grosu     | Kanstantsín Siutsou         | Yevgeniy Gidich              | Astana                    |
| 4.ª                     | Alessandro Tonelli      | Kanstantsín Siutsou   | Eduard-Michael Grosu     | Kanstantsín Siutsou         | Yevgeniy Gidich              | Astana                    |
| 5.ª                     | Manuele Boaro           | Kanstantsín Siutsou   | Alessandro Tonelli       | Peter Koning                | Yevgeniy Gidich              | Bahrain Merida            |
| 6.ª                     | Paolo Simion            | Kanstantsín Siutsou   | Eduard-Michael Grosu     | Peter Koning                | Yevgeniy Gidich              | Bahrain Merida            |
| Clasificaciones finales | Clasificaciones finales | Kanstantsín Siutsou   | Eduard-Michael Grosu     | Peter Koning                | Yevgeniy Gidich              | Bahrain Merida            |

## UCI World Ranking
El Tour de Croacia otorga puntos para el UCI Europe Tour 2018 y el UCI World Ranking, este último para corredores de los equipos en las categorías UCI WorldTeam, Profesional Continental y Equipos Continentales. Las siguientes tablas muestran el baremo de puntuación y los 10 corredores que obtuvieron más puntos:
| Posición              | 1.º | 2.º | 3.º | 4.º | 5.º | 6.º | 7.º | 8.º | 9.º | 10.º | 11.º | 12.º | 13.º | 14.º | 15.º | 16.º-30.º | 31.º-40.º |
| Clasificación general | 200 | 150 | 125 | 100 | 85  | 70  | 60  | 50  | 40  | 35   | 30   | 25   | 20   | 15   | 10   | 5         | 3         |
| Por etapa             | 20  | 10  | 5   |     |     |     |     |     |     |      |      |      |      |      |      |           |           |
| Líder                 | 5   |     |     |     |     |     |     |     |     |      |      |      |      |      |      |           |           |

| Clasificación | Clasificación       | Clasificación               | Clasificación | Clasificación | Clasificación | Clasificación |
| Posición      | Ciclista            | Equipo                      | General       | Etapa         | Líder         | Total         |
| ------------- | ------------------- | --------------------------- | ------------- | ------------- | ------------- | ------------- |
| 1.º           | Kanstantsín Siutsou | Bahrain Merida              | 200           | 20            | 15            | 235           |
| 2.º           | Pieter Weening      | Roompot-Nederlandse Loterij | 150           | 10            | -             | 160           |
| 3.º           | Yevgeniy Gidich     | Astana                      | 125           | 5             | -             | 130           |
| 4.º           | Radoslav Rogina     | Adria Mobil                 | 100           | -             | -             | 100           |
| 5.º           | Niklas Eg           | Trek-Segafredo              | 85            | -             | -             | 85            |
| 6.º           | Daniel Pearson      | Aqua Blue Sport             | 70            | -             | -             | 70            |
| 7.º           | Artem Nych          | Gazprom-RusVelo             | 60            | -             | -             | 60            |
| 8.º           | Gianluca Brambilla  | Trek-Segafredo              | 50            | -             | -             | 50            |
| 9.º           | Jonathan Lastra     | Caja Rural-Seguros RGA      | 40            | -             | -             | 40            |
| 10.º          | Domen Novak         | Bahrain Merida              | 35            | -             | -             | 35            |